# سندپردازی

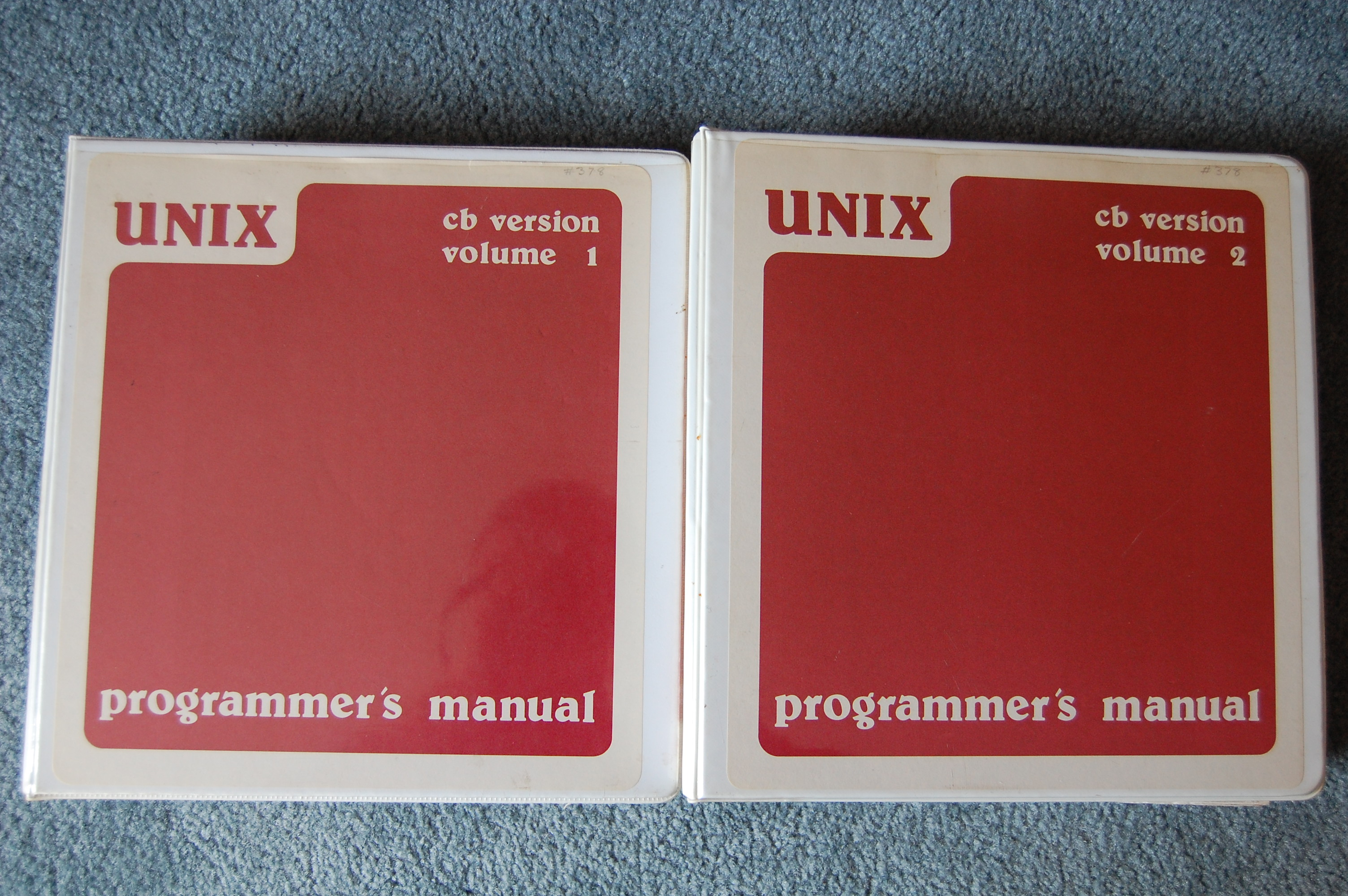
جلد اول کتابچه راهنماCBUnix

سندپردازی یا دبیزش (به انگلیسی: documentation) اصطلاحی است که معمولاً در زبان انگلیسی در سه معنی مرتبط با کتابداری و اطلاع‌رسانی به‌کار می‌رود:
- فرایند نظام‌مند گردآوری، سازماندهی، ذخیره، بازیابی، و اشاعه مدارک تخصصی ــ به‌ویژه مدارک علمی، فنی یا حقوقی ــ برای تسهیل پژوهش یا حفاظت از سوابق سازمانی؛
- مجموعه‌ای از مدارک مرتبط به یک موضوع؛ یا
- در انتشارات علمی، عمل استناد به منبع یک نقل قول مستقیم یا تکه برگرفته یا اندیشه‌ای که متعلق به نویسنده نیست، یا اطلاعات معین برای تقویت و پشتیبانی از نظر یا استدلال خاص یا اجتناب از دزدی ادبی یا نقض قانون حق‌مؤلف.

سندپردازی یا دبیزش، به‌عنوان یک حرفه، متمایز از کتابداری است. 

## تاریخچه
پیدایش دبیزشکار ناشی از تبعات توسعه تحقیقات علمی قرن بیستم است. تا قرن نوزدهم هر دانشمندی می‌توانست نوشته‌های رشته خود را به‌دست آورد و مطالعه کند و حتی به موضوعات دیگر نیز بپردازد، لکن با افزایش رشته‌های دانش و گسترش نوشته‌های مربوط به آنها امکان دسترسی فردی به همه این منابع، به‌گونه‌ای که هم موضوع‌های مرتبط را شامل شود و هم نیاز صنعت و فناوری را که با سرعت فزاینده‌ای پیشرفت می‌کرد برآورد، محدود شد. تهیه چکیده‌نامه‌ها نخستین راه حل این مشکل بود و هنوز هم یکی از ابزارهای ارزشمند به حساب می‌آید، ولی به‌علت گسترش روزافزون دانش، چکیده‌نامه‌ها نیز نتوانستند همه نیازها را برطرف کنند. 
به‌تدریج، به کسانی نیاز افتاد که به‌طور تمام وقت آنچه را در رشته‌های مختلف نوشته می‌شود بیابند و در شکل‌ها و قالب‌های مختلف در اختیار دانشمندان اهل فن بگذارند. بدین ترتیب، سندپردازی به شکل فعلی به‌وجود آمد تا به نهادهای پژوهشی، به‌ویژه در حوزه علوم عملی کمک کنند. خدمات دبیزش اکنون به حوزه‌های دیگر نیز کشیده شده‌است و مورد استفاده صنایع و نهادهای مختلف در رشته‌هایی نظیر مدیریت، علوم اجتماعی، بازاریابی، مهندسی تولید، شهرسازی، و جز آن قرار گرفته‌است.

## واژه‌شناسی
شاید بتوان گفت واژه دکومانتاسیون نخستین بار در ۱۹۳۰ در مجله اسناد جهانی به‌کار رفت، ولی مسلم است که با تغییر نام "مؤسسه بین‌المللی کتابشناختی" (آی. آی. بی.) به "فدراسیون بین‌المللی سندپردازی (فید)" این واژه مقبولیت عام یافت.
اتله باب مطالعه رسمی درباره سندپردازی را در اروپا باز کرد، به‌طوری که این واژه رسمیت یافت. آنچه که او و سایر همکارانش انجام دادند در امریکا تأثیر زیادی بر جای گذاشت، از جمله باعث ایجاد مؤسسه امریکایی سندپردازی شد که اکنون به‌نام انجمن امریکایی علوم و فناوری اطلاعات خوانده می‌شود.